# 리썰 웨폰 (드라마)
리썰 웨폰(Lethal Weapon)은 2016년 9월 21일부터 2019년 2월 26일까지 방영된 FOX 드라마로, 1987년작 영화 《리썰 웨폰》을 리메이크하였다.
대한민국의 KBS 1TV에서 2017년 2월 6일부터 2017년 6월 16일까지 방영하였으며, 2017년 7월 14일부터 2017년 9월 16일까지 KBS 2TV에서 재방송했다.

## 방송 시간
| 방송 채널 | 방송 기간                         | 방송 시간                                 |
| --------- | --------------------------------- | ----------------------------------------- |
| KBS 1TV   | 2017년 2월 6일 ~ 2017년 5월 22일  | 매주 월요일 밤 11:40 ~ 12:30 (50분)       |
| KBS 1TV   | 2017년 6월 2일 ~ 2017년 6월 16일  | 매주 금요일 밤 12:40 ~ 1:30 (50분)        |
| KBS 2TV   | 2017년 7월 14일 ~ 2017년 9월 16일 | 매주 금요일, 토요일 밤 1:35 ~ 2:25 (50분) |

## 한국판 성우진(KBS)
- 유해무 - 로저(데이먼 웨이언스)
- 김일 - 마틴(크레인 크로포드)
- 이선 - 트리시(키샤 샤프) / 이든의 이모(8화)
- 오수경 - 카힐(조대나 브루스터) / 변호사(8화)
- 이재용 - 에이버리(케빈 람) / LA 검사장(토니 플라나) / 경찰(지노 안소니 페시,1화) / 흑인(4화) / 맥닐(앤드류 패트릭 랠스턴,9,17~18화) / 의사(클린트 정,12화) / 반지 가게 주인(12화) / 월터(로버트 커티스 브라운,16화)
- 김소형 - 스콜세지(조나단 페르난데즈) / 흑인 코치(4화) / 이발소 직원(4화) / 카지노 책임자(8화) / 흑인 범죄자(8화) / 오토바이 판매원(8화) / 죄수(11화) / 경찰(12~13,17~18화) / 공사 직원(13화) / 흑인 범죄자(14화) / 타코 가게 주인(15화) / 암살범(15화) / 제시의 친구(마일즈 그리어,16화) / 흑인 범인(16화)
- 이미연 - 라이나(챈들러 키니) / 소니아(미쉘 미치엔어) / 마틴의 아내(플로리아나 리마) / 종업원(12화) / 의사(13화) / 학생(16화) / 로지(18화)
- 전상조 - 로저 주니어(덴테 브라운) / 크루즈(리처드 카브랄) / 칼슨(드류 립슨,16화)
- 김두용 - 복면강도(찰스 베커,1화)
- 이병용 - 레본(루돌프 마틴,1화) / 데스몬드(퀸시 덱웨,5화) / 알레르토(마르코 로드리게스,9화) / 채플(네드 본,17화)
- 박상훈 - 젠킨스(콜린 패트릭 린치,1화)
- 우성은 - 알바레즈 부인(베로니카 디아즈,1화) / 해나(앨리사 디아즈,9화)
- 임진응 - 허쉬(크리스토퍼 폴라하,2화)
- 김현수 - 로널드(제이슨 데룰로,2화) / 빌리(커트 예이거,8화)
- 길라영 - 나타샤(실비아 바질,2화)
- 김규식 - 네드(테드 러바인,3화) / 경찰(4화) / 이발소 직원(4화)
- 김동하 - 파코(루이스 몽카다,3화)
- 전종구 - 앳킨스(크리스토퍼 T. 우드,3화) / 에디(라울 카소,9화)
- 전영수 - 칼슨(엘런 홀먼,3화) / 나디아(13화)
- 탁원정 - 마커스(데론 호턴,4화)
- 심인종 - 부기(마이클 탐슨,4화) / 루벤(쉐인 코페이,13화)
- 양석정 - 잭슨(마이클 레이먼드제임스,5화)
- 정옥주 - 스윈튼(캐리너 로귀,5화)
- 오인실 - 레이첼(엘리자베스 맥러플린,6화)
- 조규준 - 헨리(크리스토퍼 스탠리,6화) / 캠핑 남자(6화)
- 채안석 - 줄리안(탠크 세이드,6화)
- 윤용식 - 딜런(로버토 어과이어,6화)
- 신범식 - 빈스(알버트 콩,7화)
- 곽윤상 - 칼데라(알레한드로 에다,7화)
- 박희은 - 파머(힐러리 버턴,7,15~18화) / 제시의 엄마(16화)
- 한혜정 - 밤비(매건 스티븐슨,7화) / 레일라(솔라 바미스,11화)
- 김소희 - 사라(린제이 크래프트,8화)
- 이아름 - 이든(테오 브리오네스,8화)
- 노민 - 티토(대니 모라,9,18화)
- 최정호 - 조(친 한,10화)
- 김희진 - 아우슬리(린든 스미스,10화)
- 김현정 - 제시카(제시카 파커 케네디,10화)
- 전인배 - 바튼(스콧 윌리엄 윈터스,11화) / 기디온(맷 패스모어,17~18화)
- 문관일 - 페트리(브렛 라이스,11화)
- 이장원 - 리드(말콤 자말 워너,11화)
- 이희탁 - 앨런(라마 스튜어트,11화)
- 김영진 - 안젤로(존 피리,12화)
- 김인 - 디노(크리스 코이,12화)
- 박진우 - 제리(루크 오설리반,12화)
- 이호인 - 패터슨(은타레 므위네,13화)
- 안용욱 - 브래드(애덤 코프먼,14화)
- 석원희 - 레빈슨(조니 스니드,14화) / 아쥴레이(카를로 로타,17화)
- 배영규 - 몬테로(메튜 알렌,14화)
- 홍진욱 - 리오(토머스 레넌,15화)
- 윤병화 - 라모스(마이클 하니,16화)
- 김상백 - 제시(크리스 트바레즈,16화)
- 배진홍 - 마리아(대니얼라 알론소,17화)

## 시청률

### 본 방송
| 회차 | 방송 일자       | 전국 시청률 |
| ---- | --------------- | ----------- |
| 1회  | 2017년 2월 6일  | 1.8%        |
| 2회  | 2017년 2월 13일 | 2.4%        |
| 3회  | 2017년 2월 20일 | 2.4%        |
| 4회  | 2017년 2월 27일 | 1.8%        |
| 5회  | 2017년 3월 6일  | 2.0%        |
| 6회  | 2017년 3월 13일 | 1.7%        |
| 7회  | 2017년 3월 20일 | 1.9%        |
| 8회  | 2017년 3월 27일 | 2.2%        |
| 9회  | 2017년 4월 3일  | 2.2%        |
| 10회 | 2017년 4월 10일 | 2.4%        |
| 11회 | 2017년 4월 17일 | 2.5%        |
| 12회 | 2017년 5월 1일  | 2.0%        |
| 13회 | 2017년 5월 8일  | 2.1%        |
| 14회 | 2017년 5월 15일 | 2.4%        |
| 15회 | 2017년 5월 22일 | 2.1%        |
| 16회 | 2017년 6월 2일  | 1.2%        |
| 17회 | 2017년 6월 9일  | 0.9%        |
| 18회 | 2017년 6월 16일 | 1.0%        |